# Шугарт, Алан
Алан Шугарт (англ. Alan Shugart; 27 сентября 1930 — 12 декабря 2006) — американский инженер-электронщик, изобретатель 8-дюймовых дискет и интерфейса SCSI, один из наиболее плодотворных разработчиков технологий магнитных накопителей.

## Биография
Шугарт родился в 1930 году в Лос-Анджелесе. Окончил Университет Редлендса, получив учёную степень по инженерной физике.
Шугарт был женат на Эстер Маррс (урожденная Белл), которая родила ему троих детей: Джоан Шугарт (1951—1954), Кристофер Д. Шугарт (р. 1953) и Тери Л. К. Шугарт (р. 1955). С 1981 года до своей смерти он был женат на Рите Шугарт (урожденная Кеннеди, англ.).
Шугарт скончался 12 декабря 2006 года в Монтерее, штат Калифорния, от осложнений, вызванных операцией на сердце, которой он подвергся за шесть недель до смерти.

## Карьера
В 1960-х работал в корпорации IBM, где под его руководством был создан первый 8-дюймовый гибкий диск. В 1973 году основал компанию Shugart Associates (англ.), позднее приобретеную компанией Xerox. В этой компании был разработан прототип стандарта SCSI, который изначально неофициально назывался SASI (Shugart Associates System Interface).
В 1979 году Алан Шугарт совместно с тремя партнерами основал компанию Shugart Technology, которая вскоре изменила свое название на Seagate Technology, которая впоследствии стала одним из крупнейших производителей жестких дисков в мире. Шугарт проработал в компании почти 20 лет, и в июле 1998 года подал в отставку.
Покинув Seagate, Шугарт не перестал вести насыщенную событиями жизнь. Он управлял авиакомпанией, издал три книги и являлся совладельцем ресторана и председателем общественной наблюдательной группы «Друзья Эрнеста», получившей такое название в честь собаки Шугарта.